# The Unreasonable Effectiveness of Mathematics in the Natural Sciences
The Unreasonable Effectiveness of Mathematics in the Natural Sciences è un articolo scritto dal fisico Eugene Wigner pubblicato nel 1960. In esso, osservò che la struttura matematica di una teoria fisica indirizza spesso a ulteriori progressi in tale teoria e persino verso previsioni empiriche, e argomentò che ciò non è solo una coincidenza e deve perciò riflettere una verità più ampia e profonda riguardante sia la matematica che la fisica.

## Il miracolo della matematica nelle scienze naturali
Wigner inizia il suo articolo con la convinzione, comune a tutti coloro che hanno familiarità con la matematica, che i concetti matematici mantengono la loro applicabilità molto al di là del contesto in cui sono stati originariamente sviluppati. Basandosi sulla propria esperienza, scrive che "è importante sottolineare che la formulazione matematica dell'esperienza spesso rozza del fisico conduce in un inquietante numero di casi ad una descrizione incredibilmente accurata di un'ampia classe di fenomeni." Invoca quindi la legge fondamentale della gravitazione come esempio. Usata in origine per modellare corpi in caduta libera sulla superficie terrestre, tale legge fu estesa sulla base di quelle che Wigner chiama "osservazioni molto esigue" per descrivere il moto dei pianeti, dove "si è dimostrata accurata oltre ogni ragionevole aspettativa".
Un altro esempio citato di frequente sono le equazioni di Maxwell, derivate per modellare i fenomeni elettrici e magnetici elementari noti alla metà del XIX secolo.  Tali equazioni descrivono anche le onde radio, scoperte da Heinrich Hertz nel 1887 pochi anni dopo la morte di Maxwell. Wigner riassume la sua argomentazione sostenendo che "l'enorme utilità della matematica nelle scienze naturali è qualcosa che rasenta il misterioso di cui non c'è alcuna spiegazione razionale".  Conclude il suo articolo ponendo la stessa domanda con cui aveva iniziato:

## Il profondo collegamento tra scienza e matematica
L'opera di Wigner fornì nuove intuizioni sia nella fisica che nella filosofia della matematica, ed è stata frequentemente citato nella letteratura accademica sulla filosofia della fisica e della matematica.  Wigner speculò sulla relazione fra la filosofia della scienza e i fondamenti della matematica:
Successivamente, Hilary Putnam (1975) spiegò questi "due miracoli" come conseguenza necessaria di una prospettiva realista (ma non platonica) della filosofia della matematica.  Tuttavia, in un passaggio riguardante le propensioni cognitive umane, contrassegnato cautamente come "inaffidabile", Wigner andò oltre:
Se il controllo da parte di esseri umani dei risultati conseguiti da altri esseri umani possa essere considerato una base oggettiva per l'osservazione dell'universo conosciuto (agli esseri umani) è una questione interessante affrontata sia nella cosmologia che nella filosofia della matematica.
Wigner delineò anche la prospettiva di un approccio cognitivistico all'integrazione fra le scienze:
Propose inoltre che si potessero trovare argomenti in grado di...
Alcuni, come il fisico teorico Peter Woit, credono che tale conflitto esista nella teoria delle stringhe, dove modelli estremamente astratti sono impossibili da verificare dati gli apparati sperimentali esistenti. Persistendo tale situazione, le "stringhe" devono essere ritenute o reali ma non dimostrabili, oppure come semplici illusioni e artefatti matematico-cognitivi.

## La risposta di Hamming a Wigner
Richard Hamming (1980), ricercatore in matematica applicata e fondatore dell'informatica, riflette sulla Irragionevole efficacia di Wigner e l'amplia, rimuginando quattro "spiegazioni parziali". Hamming conclude che le quattro spiegazioni da lui trovate sono insoddisfacenti. Sono le seguenti:
1. Gli esseri umani vedono quello che cercano. La convinzione che la scienza sia sperimentalmente radicata è vera solo in parte.  In realtà, il nostro apparato intellettuale è tale che gran parte di ciò che vediamo deriva dalla nostra prospettiva. Eddington giunse al punto di sostenere che una mente abbastanza saggia potrebbe dedurre tutta la fisica, illustrando tale asserzione con la seguente battuta: "Alcuni uomini andarono a pescare in mare con una rete, ed esaminando ciò che avevano catturato conclusero che esisteva una grandezza minima per i pesci presenti nel mare."
Hamming elenca quattro esempi di fenomeni fisici non banali che ritiene emergano dagli strumenti matematici impiegati e non dalle proprietà intrinseche della realtà fisica.
- Hamming propone che Galileo abbia scoperto la legge dei gravi non tramite esperimenti, ma solo attraverso semplici ma attente riflessioni. Hamming immagina Galileo impegnato nel seguente esperimento ideale (Hamming lo chiama "ragionamento scolastico"):

Non c'è possibilità che un grave possa "rispondere" a simili domande.  Quindi Galileo avrebbe concluso che "i gravi non hanno bisogno di sapere nulla se cadono tutti con la stessa velocità, a meno che non interferiscano altre forze su di essi." Dopo essersi imbattuto in questa argomentazione, Hamming scoprì una discussione correlata in Polya (1963: 83-85). Il resoconto di Hamming non rivela alcuna consapevolezza del dibattito accademico su cosa Galileo abbia effettivamente fatto.
- La legge di gravitazione universale di proporzionalità quadratica inversa segue necessariamente dalla conservazione dell'energia e dalla tridimensionalità dello spazio. Misurare l'esponente della legge di gravitazione è un esperimento sul carattere euclideo dello spazio, più che sulle proprietà del campo gravitazionale.
- La diseguaglianza al centro del principio di indeterminazione della meccanica quantistica deriva dalle proprietà dell'integrale di Fourier e dall'assunto della tempo-invarianza.
- Hamming sostiene che l'opera pionieristica di Albert Einstein sulla relatività ristretta fu di approccio ampiamente "scolastico".  Einstein sapeva fin dall'inizio quale aspetto avrebbe dovuto avere la teoria (anche se solo per effetto dell'esperimento di Michelson-Morley), ed esplorò le teorie candidate con strumenti matematici, non con esperimenti reali. Secondo Hamming, Einstein era così sicuro della correttezza delle sue teorie relativistiche da disinteressarsi dei risultati delle osservazioni progettate per convalidarle. Se le osservazioni fossero state incoerenti con le sue teorie, sarebbe stato per un errore sperimentale.

2. Gli esseri umani creano e selezionano la matematica più adatta ad una situazione. La matematica disponibile non sempre funziona. Ad esempio, quando gli scalari si dimostrarono scomodi per la comprensione delle forze, furono inventati prima i vettori, poi i tensori.
3. La matematica si rivolge solo ad una parte dell'esperienza umana. Gran parte dell'esperienza umana non ricade nell'ambito scientifico o matematico ma in quello della filosofia del valore, che comprende l'etica, l'estetica, e la filosofia politica. In definitiva, affermare che si possa spiegare il mondo attraverso la matematica è un atto di fede.
4. L'evoluzione ha preparato gli esseri umani al pensiero matematico. Le prime forme di vita devono aver contenuto i germi della capacità umana di creare e seguire lunghe catene di ragionamenti. Hamming, la cui esperienza è lontana dalla biologia, non sviluppa ulteriormente questa opinione.

## La risposta di Tegmark
Una risposta diversa, sostenuta dal fisico Max Tegmark (2007), è che la fisica è descritta con tanto successo dalla matematica perché il mondo fisico è completamente matematico, isomorfo ad una struttura matematica, e noi lo stiamo scoprendo a poco a poco.
In questa interpretazione, le varie approssimazioni che costituiscono le nostre teorie fisiche attuali hanno successo perché strutture matematiche semplici possono ben approssimare alcuni aspetti di strutture matematiche più complesse.
In altri termini, le nostre teorie ben riuscite non sono un'approssimazione della matematica alla fisica, ma un'approssimazione della matematica alla matematica.